# Tifone Haiyan
Il tifone Haiyan (海燕S, hǎi yànP, procellaria, uccello delle tempeste, letteralmente rondine di mare) del novembre 2013, conosciuto nelle Filippine come tifone Yolanda, è stato uno dei più forti cicloni tropicali mai registrati. Trentesimo uragano, tredicesimo tifone e quinto super-tifone della stagione degli uragani del Pacifico del 2013, Haiyan è nato in una zona di bassa pressione a sud-est di Pohnpei, nell'Oceano Pacifico occidentale, l’8 novembre. Monitorato costantemente, il tifone si è mosso verso ovest in un ambiente di venti leggeri e temperature di superficie dell'Oceano calde che hanno trasformato Haiyan in una depressione tropicale il giorno seguente.
Elevata al grado di tempesta tropicale, la depressione viene battezzata Haiyan alle ore 00:00 del 4 novembre; l'uragano comincia quindi un processo di rapida evoluzione che lo porta all'intensità di tifone dalle ore 18:00 del 5 novembre. Con una rapida espansione e intensificazione e con il chiaro occhio del ciclone visibile dai satelliti, il Centro congiunto di allerta tifoni incrementa il livello di Haiyan a super-tifone, un tifone i cui venti massimi sostenuti possono raggiungere o superare i 240 km/h (150 mph), il 6 novembre. Dopo essere entrato nell'area di responsabilità della PAGASA filippina, si è aggiornato Haiyan alla categoria 5 dei cicloni tropicali della scala Saffir-Simpson.

## Evoluzione della tempesta

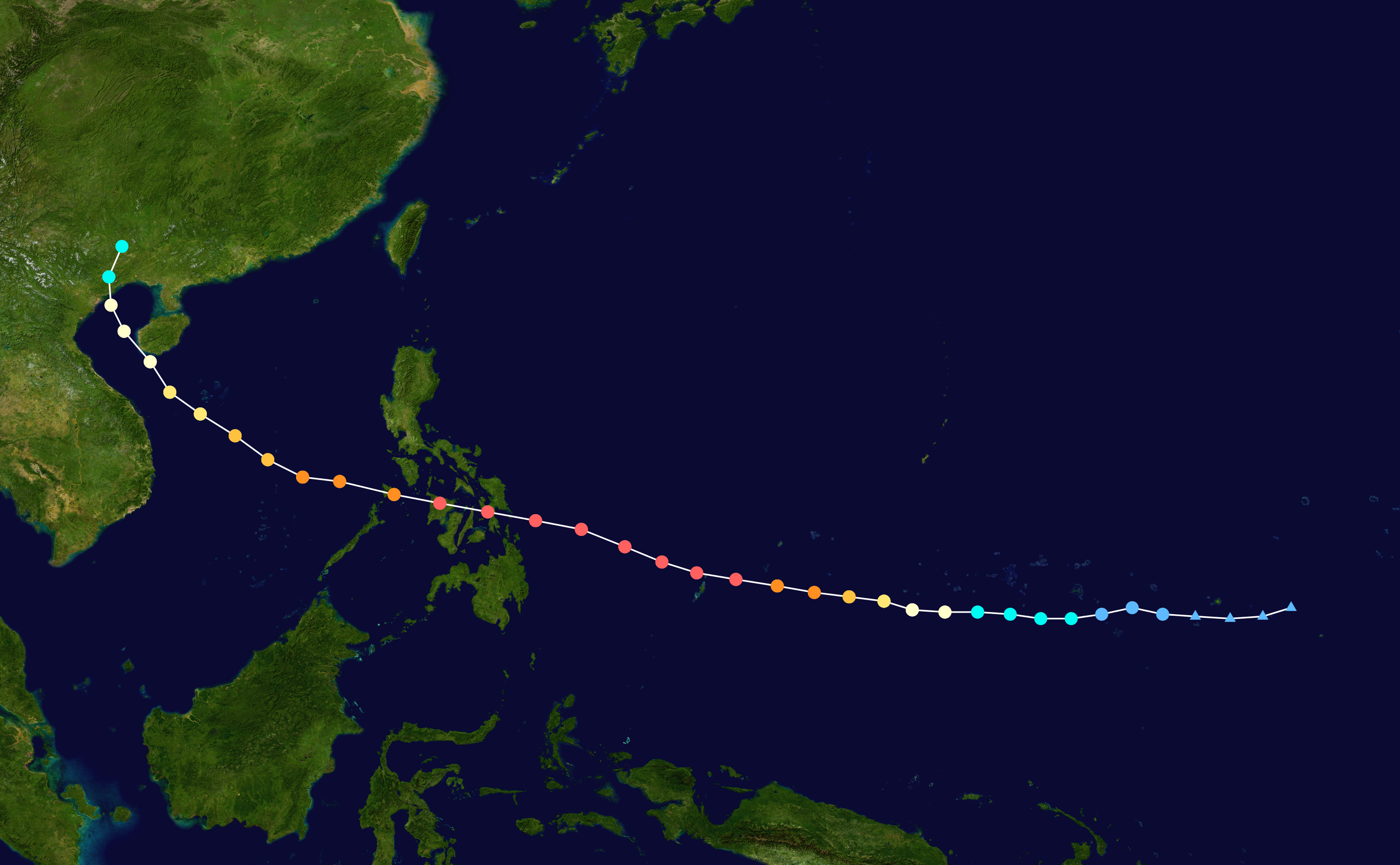
Il percorso di Haiyan.

Il 2 novembre il Centro congiunto di allerta tifoni (JTWC) di Pearl Harbor cominciava a monitorare una vasta area di bassa pressione situata a circa 425 chilometri (265 miglia) a sud-est di Pohnpei, uno degli Stati Federati di Micronesia. Le condizioni ambientali avevano favorito la ciclogenesi tropicale e i modelli di previsione meteorologica e le dinamiche del ciclone stesso prevedevano che entro 72 ore l'area di bassa pressione si sarebbe trasformata in un ciclone tropicale ben definito. All'inizio del 3 novembre l'Agenzia meteorologica giapponese JMA classificava il sistema come depressione tropicale.
A causa di un consolidamento del ciclone anche il JTWC classificava il sistema come depressione tropicale, poco dopo aver diffuso l'allerta di ciclone tropicale. L'intensificazione della depressione costringeva la JMA ad aggiornare il sistema da "depressione" a "tempesta tropicale" e le assegnava il nome Haiyan. Alle 00:00 UTC del 4 novembre anche il JTWC aggiornava lo stato del sistema a tempesta tropicale che incominciava a dirigersi verso ovest. Fino al 5 novembre la tempesta subiva una rapida intensificazione e cominciava a svilupparsi l'occhio, intorno al quale ruotava tutto il sistema. A causa della formazione dell'occhio il JTWC dava ad Haiyan la definizione di tifone alle 00:00 UTC di quel giorno. La JMA seguiva l'esempio 18 ore dopo. Il JTWC stimava che in un minuto il tifone sviluppasse venti che raggiungevano i 195 km/h (120 mph).

## Micronesia
Dopo la dichiarazione del JTWC del 3 novembre, è stato emesso un avviso di tempesta tropicale per le Isole Chuuk, e per gli atolli Losap, Polowat, Faraulep, Satawal e Woleai negli Stati Federati di Micronesia.

## Filippine

Yolanda tocca terra nelle Filippine.

### Danni a persone e cose
Nelle Filippine, dove il tifone ha assunto il nome di Yolanda, le conseguenze del suo passaggio sono state catastrofiche: Yolanda ha provocato, nel computo finale del 6 novembre 2013, 6 245 morti accertati di cui 5 847 nella sola Regione VIII, 28 626 feriti e 1 039 dispersi, la maggior parte provocati nella regione di Visayas e specificatamente nella zona di Samar e dell'intera provincia di Leyte con il suo capoluogo Tacloban, che risultò completamente distrutto. Le abitazioni colpite dal tifone sono state 1 140 000, di cui 551 000 completamente distrutte.
Dai dati del 6 marzo 2013 rilasciati dal NDRRMC, il National Disaster Risk Reduction and Managemente Council -l'equivalente della Protezione civile filippina- le famiglie colpite dalla calamità sarebbero 3 424 000 con più di 16 milioni di persone coinvolte.
Tutte le strutture colpite dalla furia di Yolanda sono state seriamente danneggiate o distrutte, interrotta ogni forma di comunicazione e molte cittadine o paesi risultavano isolati e senza nessun tipo di soccorso; alcune famose località turistiche, fra cui l'isola di Boracay e di Palawan sono state devastate così come risultava completamente distrutto l'aeroporto di Tacloban. Altri 3 aeroporti, Roxas, Kalibo e Busuanga sono risultati inagibili.

### Cronologia degli eventi

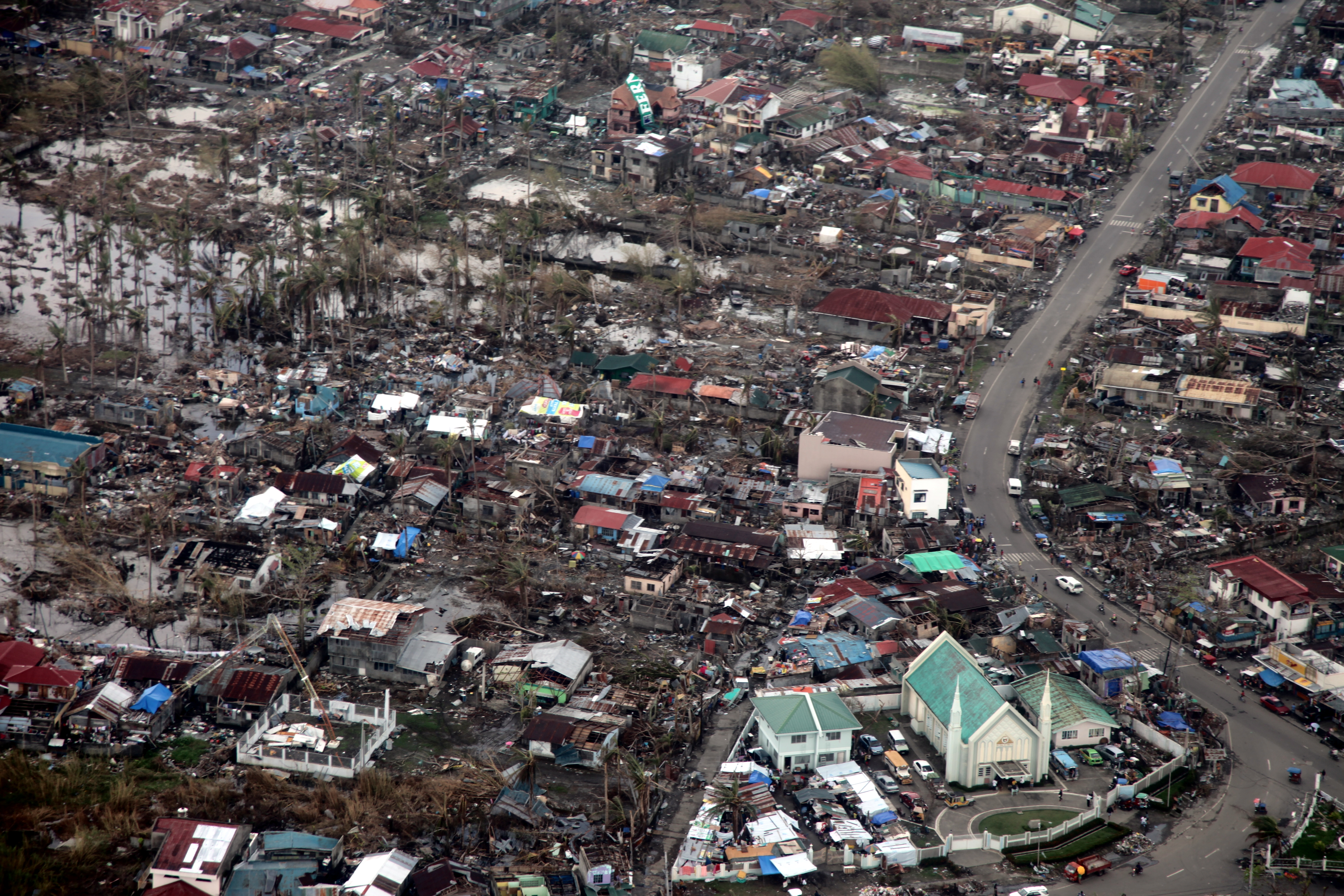
La città di Tacloban devastata da Yolanda.

- 6 novembre: alle 22:00 (ora locale) il tifone si trova a est di Mindanao ed entra nell'area di responsabilità filippina: al tifone viene dato il nome di Yolanda;
- 7 novembre: Yolanda aumenta di forza e si muove verso ovest-nord-ovest verso la regione di Visayas Orientale mantenendo l'intensità; nel pomeriggio il tifone accelera leggermente mantenendo forza e direzione;
- 8 novembre: alle 4:40 Yolanda tocca per la prima volta terra a Guiuan, che viene letteralmente spazzata via, nella provincia di Samar orientale; successivamente tocca terra a Tolosa sull'isola di Leyte e a Daanbantayan vicino a Cebu; alle 10:40 si abbatte su Bantayan (Cebu) e infine su Concepcion, nella provincia di Iloilo, isola di Panay; nel pomeriggio, mantenendo inalterata la sua forza, il tifone approda sulle Isole Calamian per poi abbattersi su Busuanga, provincia di Palawan. A questo punto Yolanda perde forza e si dirige verso la parte occidentale del Mar delle Filippine;
- 9 novembre: dopo essersi ulteriormente indebolito, Yolanda attraversa il Mare delle Filippine e, alle 15:30, lascia la zona di responsabilità del Paese.[2]

### Aiuti umanitari
Nell'intento di portare soccorso alle sfortunate popolazioni colpite dalla catastrofe e di alleviarne le sofferenze, l'ONU ha annunciato lo stanziamento, l'11 novembre 2013, di una somma di 25 milioni di dollari (18,5 milioni di euro) che verranno resi disponibili dal Central Emergency Response Fund (CERF) dell'organizzazione..
Medici senza frontiere ha inviato, già il 9 novembre, le proprie équipe d'emergenza a Cebu, accompagnate da 200 tonnellate di aiuti medici e logistici: kit medici, materiali per le visite mediche, vaccini contro il tetano, tende, kit igienici.
Il Papa, tramite il Pontificio consiglio ''Cor Unum'' del Vaticano, ha disposto un primo invio immediato di 150 000 dollari (110 000 euro) che verrà distribuito attraverso la fitta rete di parrocchie locali nelle zone colpite da Yolanda.
Il 12 novembre la Comunità Europea annuncia di avere stanziato la cifra di 10 milioni di euro da devolvere per i primi aiuti alla popolazione locale.
Sempre il 12 novembre la UNHCR annuncia l'organizzazione di un ponte aereo per assistere i milioni di persone colpite da Yolanda: in particolare da Cotabato, nel Mindanao, verranno spediti kit di igiene e sopravvivenza mentre un Boeing 747 carico di 2.500 tende abitative è previsto in arrivo da Dubai, dove si trova il deposito centrale delle scorte d'emergenza dell'organizzazione.

## Vietnam
Il 9 novembre il tifone si dirige verso il Vietnam, che nelle settimane precedenti era già stato colpito dai tifoni Wutip e Nari, con venti a 120–130 km/h (75-80 mph) e punte di 185 km/h (115 mph). Nel centro del Paese vengono evacuate 200 000 persone, chiuse le scuole e bloccato il traffico marittimo.
Il giorno 11 novembre il tifone, ormai declassato a "depressione tropicale", tocca il Vietnam fra le provincie di Ninh Binh e Quang Ninh. senza provocare danni significativi: il 12 novembre le autorità vietnamite erano ancora alla ricerca di tre marinai dispersi che erano imbarcati su una nave di 650 tonnellate affondata nella Baia di Bai Tu Long nella provincia di Quang Ninh.
Il computo definitivo delle vittime del tifone in Vietnam è di 14 morti, 4 dispersi e 81 feriti.

## Cina
Il 12 novembre le autorità di Pechino comunicano che 7 persone sono rimaste uccise da Haiyan nel suo passaggio sulla parte meridionale della Cina mentre 4 persone risultavano disperse.
Il National Disaster Reduction Commission -la Protezione Civile locale- riportava che più di 3 milioni di persone sono state colpite dal tifone, specificatamente nelle provincie meridionali di Hainan, Guangdong e Guangxi Zhuang: quest'ultima provincia era stata la prima a essere toccata dalla tempesta. Nel computo dei danni il Governo cinese riporta 900 case senza tetto, 8 500 lesionate e 25 500 ettari di campi coltivati distrutti per un danno complessivo che ammonterebbe a 4,47 miliardi di yuan, pari a circa 550 milioni di euro.